# غوران أبراهامسون
غورَان أبراهامسون (بالسويدية: Göran Abrahamsson)‏ هو مبارز بالسيف سويدي، ولد في 19 سبتمبر 1931 في غوتنبرغ في السويد، وتوفي بنفس المكان في 6 مارس 2018.

## وصلات خارجية
- غوران أبراهامسون على موقع أوليمبيديا (الإنجليزية)
- غوران أبراهامسون على موقع اللجنة الأولمبية السويدية (السويدية)